# Plectranthias knappi
Plectranthias knappi là một loài cá biển thuộc chi Plectranthias trong họ Cá mú. Loài này được mô tả lần đầu tiên vào năm 1996, được đặt theo tên của Leslie W. Knapp, làm việc tại Bảo tàng Lịch sử Tự nhiên Quốc gia Hoa Kỳ, người đã thu thập mẫu vật duy nhất của loài này và đã phát hiện đây là một loài chưa được mô tả.

## Phân bố và môi trường sống
P. knappi có phạm vi phân bố nhỏ hẹp ở vùng biển Tây Thái Bình Dương. Mẫu vật duy nhất của loài này được tìm thấy tại biển Visayas, giữa 2 đảo Negros và đảo Masbate, độ sâu tìm thấy được ghi nhận trong khoảng 90 m.

## Mô tả
Mẫu vật duy nhất dùng để mô tả P. knappi có kích thước khoảng 6,6 cm, thuộc về một cá thể mái. Màu sắc mẫu vật khi còn sống không được ghi chép lại. Màu sắc của mẫu vật khi ngâm trong rượu: duy nhất một màu vàng nâu nhạt. Vây bụng dài, có thể chạm đến hậu môn. Vây đuôi có khía rãnh. Mắt to.
Số gai ở vây lưng: 10 (gai thứ 3 dài nhất); Số tia vây mềm ở vây lưng: 16; Số gai ở vây hậu môn: 3; Số tia vây mềm ở vây hậu môn: 7; Số gai ở vây bụng: 1; Số tia vây mềm ở vây bụng: 5; Số tia vây mềm ở vây ngực: 14; Số tia vây mềm ở vây đuôi: 15; Số vảy đường bên: 29.